# Olivia Holt
Olivia Hastings Holt (Germantown, Tennessee; 5 de agosto de 1997) es una actriz y cantante estadounidense, conocida por sus papeles en series de Disney Channel como Kickin' It y I Didn't Do It. De 2018 a 2019, interpretó el papel principal de Tandy Bowen / Dagger en la serie Cloak & Dagger de Freeform.
Su EP debut, Olivia, fue lanzado a través de Hollywood Records el 15 de julio de 2016.

## Primeros años
Holt nació en Germantown, Tennessee, y es hija de Mark y Kim Holt. Tiene dos hermanos, una hermana mayor llamada Morgan, y un hermano menor llamado Cade. A los tres años, su familia se trasladó a Nesbit, Misisipi, donde creció después de vivir brevemente en Memphis, Tennessee. Mientras crecía, tomó clases de gimnasia durante siete años. En 2011, se trasladó a Los Ángeles con su familia. Se graduó en el Oak Park High School en 2015.

## Carrera

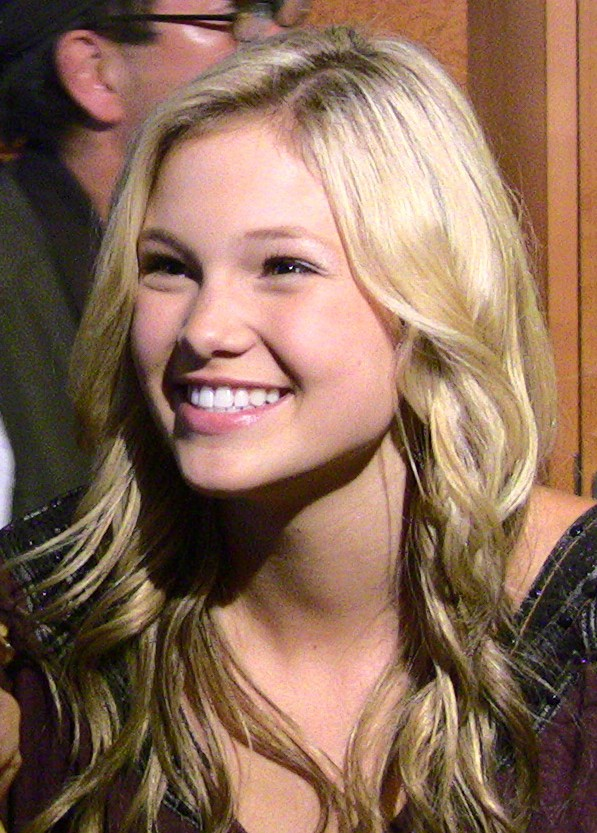
Holt en julio de 2011.

### Televisión
Holt comenzó su carrera como actriz en producciones teatrales locales. A los 10 años comenzó a aparecer en anuncios de televisión de marcas como Hasbro, Kidz Bop 14, Mattel, las muñecas de Bratz, Littlest Pet Shop y Girl Gourmet.
Poseyendo habilidades en gimnasia, Holt fue contratada en la comedia de artes marciales de Disney XD Kickin' It, que se estrenó el 13 de junio de 2011. La actriz desempeñó el papel de Kim en la serie, apareciendo como personaje principal en las primeras tres temporadas, y como invitada especial en tres episodios en la temporada 4. Luego, protagonizó Girl vs. Monster, interpretando a la protagonista, Skylar Lewis, una adolescente que descubre que su familia ha trabajado durante mucho tiempo como cazadores de monstruos y que ella es la siguiente en la línea. Holt dejó Kickin' It como regular después de la temporada 3 para protagonizar la serie de comedia de media hora de Disney Channel I Didn't Do It, que se estrenó el 17 de enero de 2014. La serie sigue a cinco amigos, incluyendo el personaje de Holt, Lindy Watson, un paria atlética nerd. La serie terminó el 16 de octubre de 2015, después de dos temporadas. En enero de 2017, Holt fue elegida en el papel de Tandy Bowen, protagonista en la serie de Marvel Comics Marvel's Cloak & Dagger.Holt y su coprotagonista Aubrey Joseph repitieron sus papeles en la serie animada Spider-Man y dos episodios crossovers en Runaways.

### Cine
En noviembre de 2014, Holt se unió al reparto del drama Same Kind of Different as Me, dirigida por Michael Carney y protagonizada por Greg Kinnear y Renée Zellweger, quienes interpretan a los padres de su personaje en la película. Paramount Pictures estrenó la película el 3 de febrero de 2017. En noviembre de 2015, se anunció que Holt había sido elegida en un papel principal en la comedia indie Class Rank, dirigida por el actor y director Eric Stoltz. En mayo de 2016, se anunció que protagonizaría junto a Ross Lynch la película Status Update, dirigida por Scott Speer, con la filmación comenzando el mes siguiente en Vancouver.

### Teatro
Entre el 10 de diciembre de 2014 y el 4 de enero de 2015, Holt interpretó a Aurora en la obra Sleeping Beauty and Her Winter Knight, en el Pasadena Playhouse.
Entre el 10 de abril y el 4 de junio de 2023, Holt interpretó a Roxie Hart en Chicago, en Broadway.

### Música
Holt grabó tres canciones para la película de 2012 Girl vs. Monster, la cual también protagonizó. Las canciones fueron presentadas en la compilación Make Your Mark: Ultimate Playlist. Ganó en 2013 un Radio Disney Music Award por la mejor canción de amor por "Had Me @ Hello", la cual apareció en la película. También grabó una versión de "Winter Wonderland" para el álbum de 2012 de Disney Channel Holiday Playlist. Su canción "Carry On" fue el tema principal de la película de Disneynature de 2014 Bears.

## Filmografía
| Año  | Título                                                                                | Rol             | Notas         |
| ---- | ------------------------------------------------------------------------------------- | --------------- | ------------- |
| 2009 | Black & Blue                                                                          | Claire          |               |
| 2014 | Tinker Bell y la Bestia de Nunca Jamás (Tinker Bell and the Legend of the NeverBeast) | Morgan (voz)    | [ 20 ]        |
| 2016 | The Standoff                                                                          | Amy Roberts     |               |
| 2017 | Class Rank                                                                            | Veronica Krauss |               |
| 2017 | Tan Distinto Como Yo (Same Kind of Different as Me)                                   | Regan Hall      |               |
| 2017 | Gnome Alone                                                                           | Brittany (voz)  |               |
| 2018 | Status Update                                                                         | Dani            |               |
| 2019 | Trouble                                                                               | Bella (voz)     |               |
| 2023 | Dulces y Sangrientos 16 (Totally Killer)                                              | Pam adolescente |               |
| TBA  | Jingle Bell Heist                                                                     | Sophia          | Posproducción |
| 2025 | Heart Eyes                                                                            | Ally McCabe     |               |

| Año         | Título                    | Rol                        | Notas |
| ----------- | ------------------------- | -------------------------- | --- |
| 2010        | Disney XD's My Life       | Ella misma                 | Documental de Disney XD                                                                                      |
| 2011–2015   | Kickin' it                | Kim Crawford               | Protagonista (temporadas 1, 2 y 3) Papel recurrente (temporada 4)                                            |
| 2012        | Girl vs. Monster          | Skylar Lewis               | Película para televisión                                                                                     |
| 2013        | Shake It Up               | Pequeña Georgia            | Episodio: "My Bitter Sweet 16 It Up"                                                                         |
| 2014-2015   | I Didn't Do It            | Lindy Watson               | Protagonista                                                                                                 |
| 2015        | Ultimate Spider-Man       | Petra Parker / Spider-Girl | "The Spider-Verse: Parte 1" (temporada 3, episodio 9) "The Spider-Verse: Parte 4" (temporada 3, episodio 12) |
| 2015        | Dog with a Blog           | Wacky Jackie               | Episodio: "Stan Gets Married"                                                                                |
| 2015, 2017  | Penn Zero: Part-Time Hero | Amber                      | Episodio: "Amber"                                                                                            |
| 2016        | The Evermoor Chronicles   | Valentina                  | 2 episodios                                                                                                  |
| 2018 - 2019 | Cloak & Dagger            | Tandy Bowen / Dagger       | Protagonista                                                                                                 |
| 2019-2020   | Spider-Man                | Tandy Bowen / Dagger (voz) | 4 episodios                                                                                                  |
| 2019        | Turkey Drop               | Lucy Jacobs                | Película para televisión                                                                                     |
| 2019        | Runaways                  | Tandy Bowen / Dagger       | Episodios: "Left-Hand Path", "Devil's Torture Chamber"                                                       |
| 2021        | Cruel Summer              | Kate Wallis                | Protagonista                                                                                                 |
| 2024        | Laid                      | Merci                      | Episodios: T1.E2 "Fb to the T"; T1.E4 "Flagstaff"; T1.E5 "Secret Soft"                                       |

## Discografía

### Sencillos
| Sencillo                    | Álbum                        | BEL | DIN | ITA | NTL | SUE |
| --------------------------- | ---------------------------- | --- | --- | --- | --- | --- |
| Phoenix                     | Olivia EP                    | _   | —   | _   | _   | _   |
| History                     | Olivia EP                    | 28  | —   | 77  | 96  | 36  |
| Paradise (con Brandon Beal) | TBA                          | —   | 6   | —   | —   | —   |
| Generous                    | TBA                          | —   | —   | —   | —   | —   |
| Next                        | Dance Like No One's Watching | __  | __  | __  | __  | __  |

### Sencillos promocionales
| Sencillo          | Año  | Álbum |
| ----------------- | ---- | ----- |
| Carry On          | 2014 | —     |
| Time of Our Lives | 2014 | —     |

### Apariciones especiales
| Sencillo                                                                              | Año  | Álbum |
| ------------------------------------------------------------------------------------- | ---- | ----- |
| Do You Want to Build a Snowman? (como parte del grupo Disney Channel Circle of Stars) | 2014 | —     |

### Como artista invitado
| Sencillo                                           | Año  | Álbum              |
| -------------------------------------------------- | ---- | ------------------ |
| Party On A Weekday (MYBADD ft. Olivia Holt)        | 2017 | Sencillo sin álbum |
| Sad Song (RJ Remix) (We the Kings ft. Olivia Holt) | 2017 | Sencillo sin álbum |
| Wrong Move (R3HAB and THRDL!FE ft. Olivia Holt)    | 2018 | The Wave           |
| Speaker (Banx & Ranx ft. Olivia Holt & ZieZie)     | 2019 | Sencillo sin álbum |

### Otras apariciones
| Sencillo                                       | Año  | Álbum                                   |
| ---------------------------------------------- | ---- | --------------------------------------- |
| Fearless                                       | 2012 | Make Your Mark: Ultimate Playlist       |
| Had Me @ Hello                                 | 2012 | Make Your Mark: Ultimate Playlist       |
| Nothing's Gonna Stop Me Now                    | 2012 | Make Your Mark: Ultimate Playlist       |
| Winter Wonderland                              | 2012 | Disney Channel Holiday Playlist         |
| These Boots Are Made for Walkin'               | 2013 | Shake It Up: I Love Dance               |
| Snowflakes                                     | 2013 | Holidays Unwrapped                      |
| My Heart Beats A Symphony (Con Skyler Gisondo) | 2017 | Banda sonora de la película Class Rank. |

### EP
| Título                       | Fecha de lanzamiento    | Discográfica      | Lista de canciones |
| ---------------------------- | ----------------------- | ----------------- | --- |
| Olivia                       | 15 de julio de 2016     | Hollywood Records | 1. Phoenix 2. Thin Air (Con Jordan Fisher) 3. In The Dark 4. What You Love 5. History                                     |
| Phoenix (The Remixes)        | 12 de agosto de 2016    | Hollywood Records | 1. Phoenix (Dave Audé Remix) 2. Phoenix (Jakwob Remix) 3. Phoenix (Dj Laszlo Remix) 4. Phoenix (Perry Twins Remix)        |
| In My Feelings               | 11 de junio de 2021     | UMG Recordings    | 1. Do You Miss Me 2. Today 3. Love U Again (con R3HAB) 4. Bad Girlfriend 5. Love On You                                   |
| Dance Like No One's Watching | 9 de julio de 2021      | UMG Recordings    | 1. Generous 2. History 3. Next 4. Phoenix                                                                                 |
| Remix Like You Mean It       | 3 de septiembre de 2021 | UMG Recordings    | 1. Next (Bruno Martini Remix) 2. Love U Again (VARA Remix) 3. Generous (Martin Jensen Remix) 4. Phoenix (Dave Audé Remix) |

## Videoclips
| Año  | Título                          | Notas                             |
| ---- | ------------------------------- | --------------------------------- |
| 2014 | Carry On                        |                                   |
| 2014 | Do You Want to Build a Snowman? | En Disney Channel Circle of Stars |
| 2016 | Phoenix                         |                                   |
| 2016 | History                         |                                   |
| 2017 | Paradise                        | Con Brandon Beal                  |
| 2017 | Generous                        |                                   |
| 2018 | Wrong Move                      | Con R3HAB y THRDL!FE              |
| 2018 | 16 Steps                        | Con Martin Jensen                 |
| 2019 | Distance                        | Con Nicky Romero                  |
| 2019 | Bad Girlfriend                  |                                   |
| 2020 | Love U Again                    | Con R3HAB                         |
| 2021 | Do You Miss Me                  |                                   |
| 2021 | Next                            |                                   |

## Premios y nominaciones
| Año  | Premio                    | Categoría             | Trabajo nominado | Resultado | Ref.   |
| ---- | ------------------------- | --------------------- | ---------------- | --------- | ------ |
| 2013 | Radio Disney Music Awards | Mejor canción de amor | Had Me @ Hello   | Ganadora  | [ 27 ] |
| 2013 | Premios Shorty            | Mejor actriz          | Kickin' It       | Nominada  | [ 28 ] |